# Hålen (Husby socken, Dalarna, 670248-152068)
Hålen är en sjö i Hedemora kommun i Dalarna och ingår i Dalälvens huvudavrinningsområde. Sjön har en area på 0,222 kvadratkilometer och ligger 118,3 meter över havet. Sjön avvattnas av vattendraget Långshytteån (Glasån).

## Delavrinningsområde
Hålen ingår i det delavrinningsområde (670182-152055) som SMHI kallar för Utloppet av Hålen. Medelhöjden är 148 meter över havet och ytan är 1,24 kvadratkilometer. Räknas de 21 avrinningsområdena uppströms in blir den ackumulerade arean 202,19 kvadratkilometer. Långshytteån (Glasån) som avvattnar avrinningsområdet har biflödesordning 2, vilket innebär att vattnet flödar genom totalt 2 vattendrag innan det når havet efter 182 kilometer. Avrinningsområdet består mestadels av skog (64 procent). Avrinningsområdet har 0,22 kvadratkilometer vattenytor vilket ger det en sjöprocent på 17,3 procent.